# Lightning Bryce

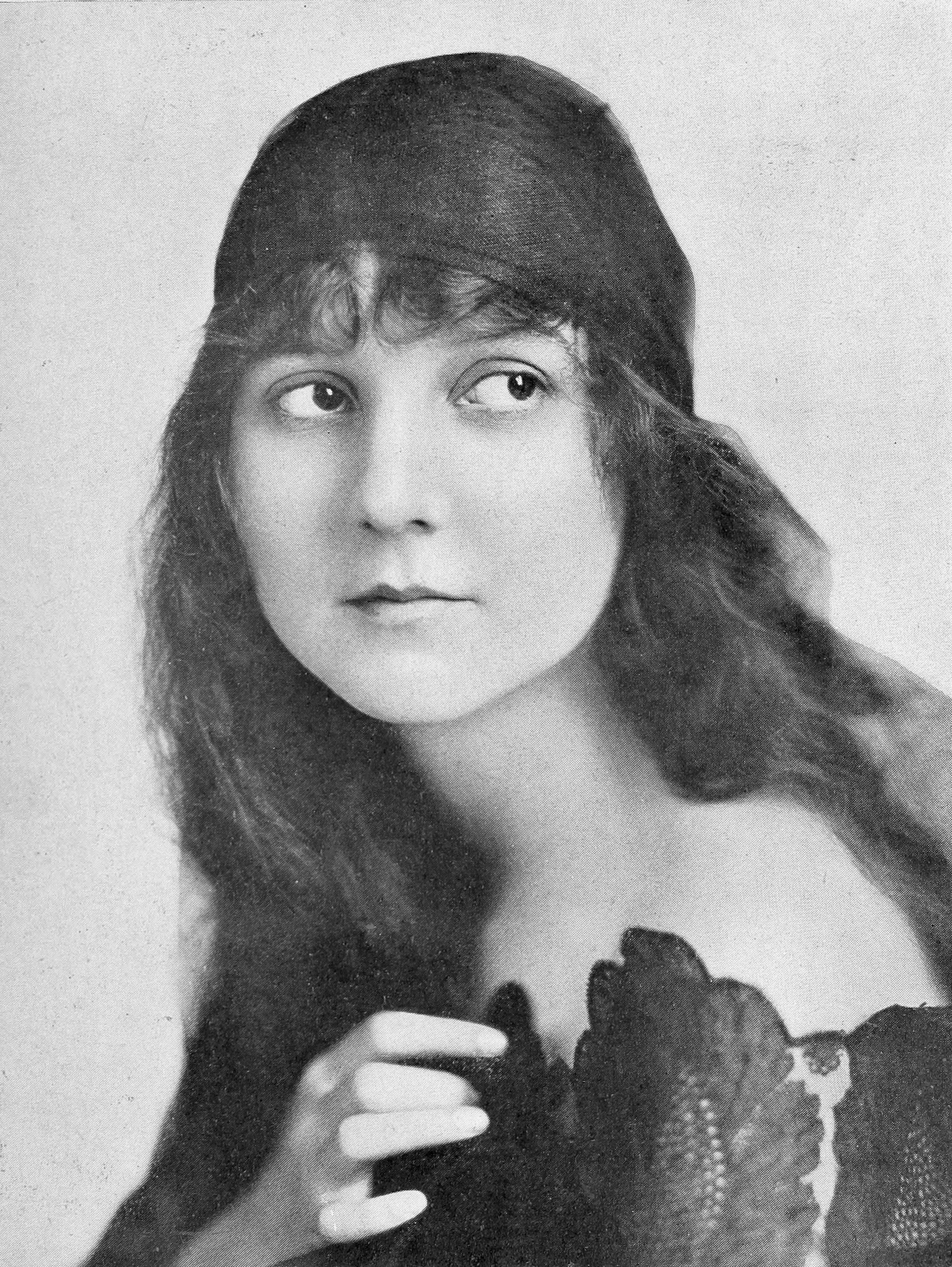
Ann Little, intérprete de "Kate Arnold" no seriado "Lightning Bryce".

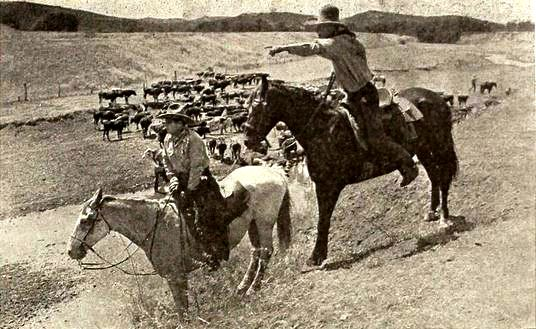
Cena de Lightning Bryce

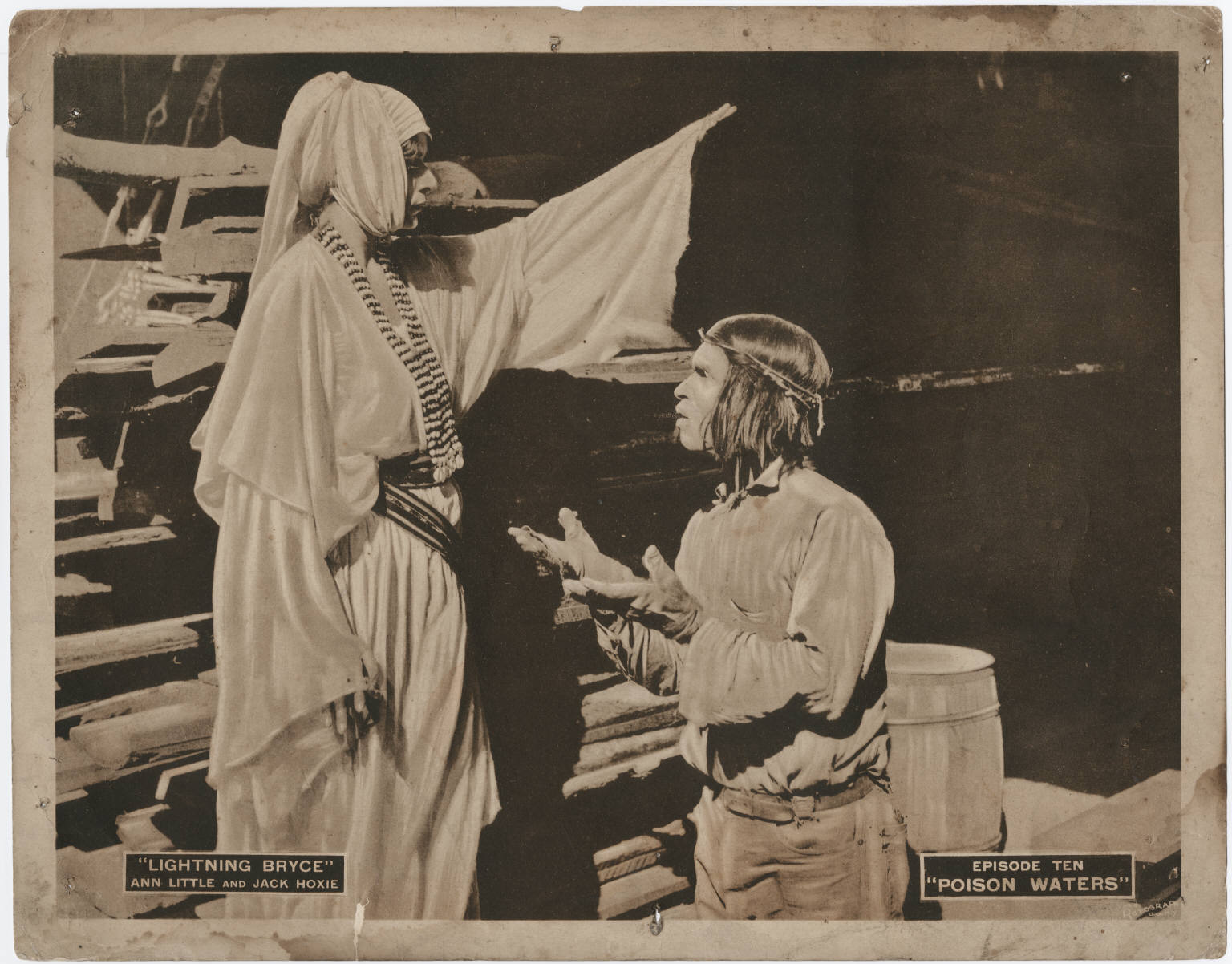
Ann Little e Jack Hoxie em cena de Lightning Bryce.

Lightning Bryce (bra: O Fio do Destino) é um seriado estadunidense de 1919, no gênero aventura, dirigido por Paul Hurst, em 15 capítulos, estrelado por Ann Little, Jack Hoxie e Paul Hurst. O seriado foi produzido pela National Film Corporation of America e distribuído pela Arrow Film Corporation, e veiculou originalmente nos cinemas dos Estados Unidos entre 15 de outubro de 1919 e 21 de janeiro de 1920.

## Elenco
- Ann Little	 ...	Kate Arnold
- Jack Hoxie	 ...	Sky Bryce ou Lightning Bryce
- Paul Hurst	 ...	Powder Solvang
- Jill Woodward	 ...	Mulher Misteriosa
- Steve Clemente	 ...	Zambleau
- Scout  ...	 Cavalo de Lightning
- Yakima Canutt … um deputado (cap. 15)
- Noble Johnson ... Capanga de Dopey Sam (Episódio #5) / Mordomo de Arnold (Episódios #12 & #13) (não-creditado)

## Sinopse
Dois garimpeiros, um deles o pai de Skye "Lightning" Bryce, e o outro o pai de Kate Arnold, encontram um grande depósito de ouro pertencente a uma tribo indígena. Um dos pais concebe um plano de tomar um punhal e, envolvendo um pedaço de corda ao redor da lâmina, imprime uma seqüência de caracteres com um lápis, marcando o local exato de seu achado. Assim, se algo acontecer com eles, a seqüência de caracteres vai para o filho e a faca para a filha.
Naquela noite, um índio se aproxima de seu acampamento e sopra um pó misterioso que faz com que um homem veja lobos no lugar de seres humanos. O pai de "Lightning" vê seu parceiro como um lobo e o apunhala até a morte; mais tarde, ele é trazido para a cidade quase à morte mas, antes de morrer, entrega a faca e a seqüência de caracteres para o xerife com instruções para entregar a "Lightning" e a Kate.

## Capítulos
1. The Scarlet Moon
2. Wolf Nights
3. Perilous Trails
4. The Noose
5. The Dragon's Den
6. Robes of Destruction
7. Bared Fangs
8. The Yawning Abyss
9. The Voice of Conscience
10. Poison Waters
11. Walls of Flame
12. A Voice from the Dead
13. Battling Barriers
14. Smothering Tides
15. The End of the Trail